# Mohylew I
Mohylew I (biał. Магілёў I; ros. Могилёв I) – stacja kolejowa w miejscowości Mohylew w obwodzie mohylewskim, na Białorusi. Węzeł linii do Orszy, Żłobina, Krzyczewa i Osipowicz.

## Historia
Murowany, parterowy dworzec pierwotnie położony przy Prospekcie Dnieprowskim szybko stał się wizytówką stolicy guberni. Zniszczony w czasie II wojny światowej, po wyzwoleniu poddano rekonstrukcji. Podczas generalnego remontu z roku 2000 przywrócono mu szklany dach. 
Charakterystycznym elementem składającego się z trzyczęściowej fasady głównej ze środkowym ryzalitem oraz dwóch przybudówek dworca jest czworoboczna wieża umieszczona na ośmiobocznym bębnie. Fasada główna jest zakończona attykami zaś prostokątne okna zakończono łukowato.  Pozostałe części budynku mają okna prostokątne. 

## Bibliografia

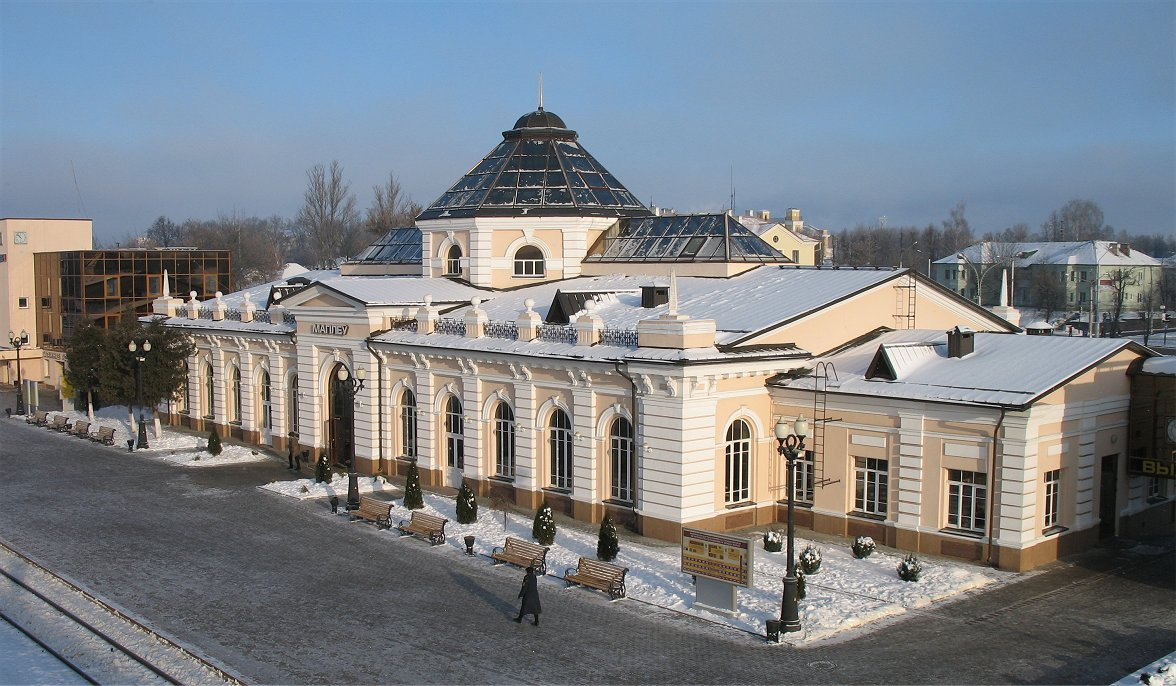
Dworzec w Mohylewie

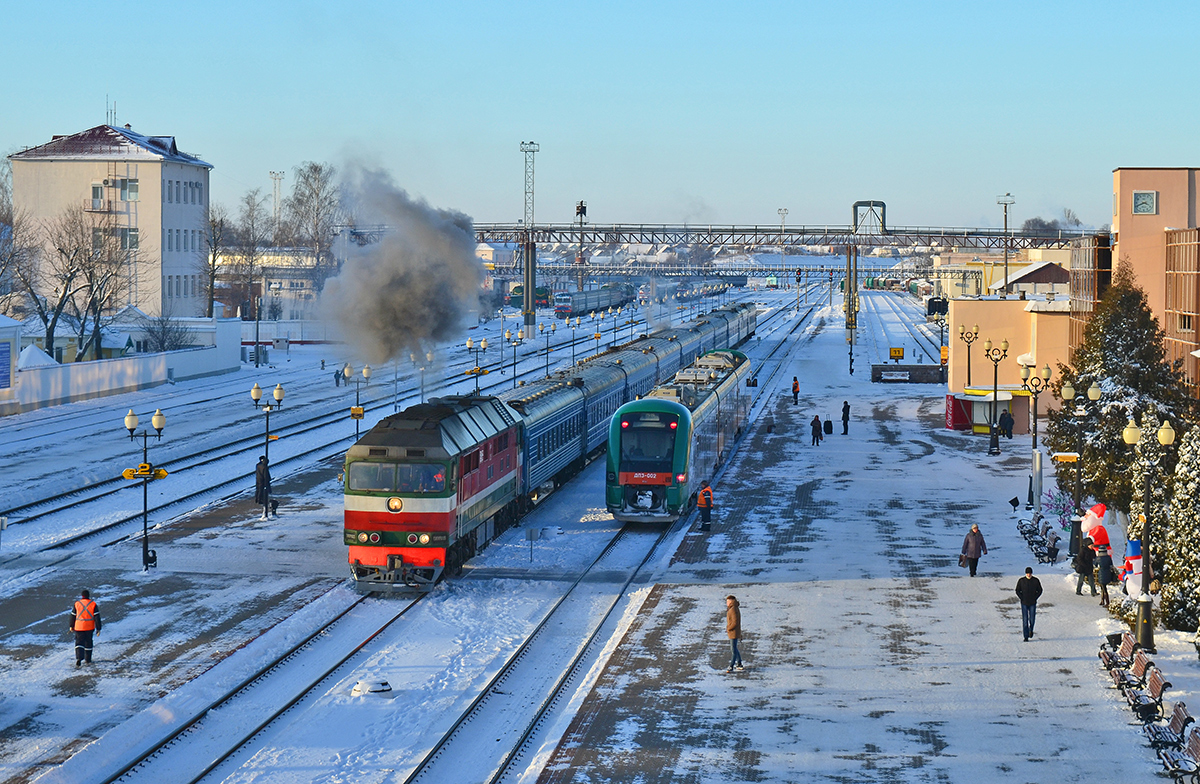
Widok na stację